# Gallmotor
Gallmotor is een Italiaans historisch merk van hulpmotoren.
De Italiaanse technici Galimberti en Chiarini uit Padua presenteerden in 1954 deze innovatieve 42cc-tweetakt-hulpmotor. Hij kon zowel op dieselolie als benzine lopen vanwege de variabele compressie. Via een draaiknop kon deze van 1:8 tot 1: 18 versteld worden. De motor kon binnen enkele minuten met een schroevendraaier en twee steeksleutels helemaal gedemonteerd worden. Hoewel de vakwereld enthousiast was begonnen Galimberti en Chiarini pas twee jaar later aan de serieproductie.
Waarschijnlijk was dit te laat, waardoor het geen succes werd.